# Jesús Purizaga
Jesús Manuel Purizaga Sánchez (Lima, 25 de diciembre de 1959) es un exfutbolista peruano que jugaba como portero. 
Actualmente tiene 65 años.
Es regidor por el distrito limeño de San Martín de Porres del periodo 2023 - 2026.

## Trayectoria
Creció en el Barrio de Infantas. Se inició en el Club Deportivo Sider Perú de Chimbote en 1977, en 1978 llega al U.T.C. de Cajamarca con el que consiguió el ascenso a Primera División en 1981. 
Por sus buenas actuaciones fichó en 1986 por el Sporting Cristal, obtuvo el campeonato de 1988 y el subcampeonato 1989. En 1990 fue prestado a Alianza Lima, en 1991 perteneció al cuadro victoriano donde tuvo actuaciones importantes, luego jugó por Deportivo Municipal entre otros equipos.

### Selección nacional
Fue internacional con la Selección de fútbol de Perú en 22 oportunidades. Participó en la Copa América 1989 y la Copa América 1991, además de las Clasificatorias al Mundial de 1990.

## Clubes
| Club                | País | Año       |
| ------------------- | ---- | --------- |
| Deportivo Sider     | Perú | 1977      |
| U.T.C.              | Perú | 1978-1985 |
| Sporting Cristal    | Perú | 1986-1989 |
| Alianza Lima        | Perú | 1990-1991 |
| U.T.C.              | Perú | 1992      |
| Deportivo Municipal | Perú | 1993-1995 |
| Aurich-Cañaña       | Perú | 1995      |
| Deportivo Pesquero  | Perú | 1996-1997 |
| Lawn Tennis         | Perú | 1998      |
| Alianza Lima        | Perú | 1999      |

## Palmarés

### Campeonatos nacionales
| Título                    | Club                | País | Año  |
| ------------------------- | ------------------- | ---- | ---- |
| Copa Perú                 | U.T.C.              | Perú | 1981 |
| Primera División del Perú | Sporting Cristal    | Perú | 1988 |
| Torneo Intermedio         | Deportivo Municipal | Perú | 1993 |

### Campeonatos internacionales
| Título                   | Club                         | País      | Año  |
| ------------------------ | ---------------------------- | --------- | ---- |
| Copa Marlboro            | Sporting Cristal             | Perú      | 1988 |
| Juegos Bolivarianos 1981 | Selección de fútbol del Perú | Venezuela | 1981 |